# Adicella eucharis
Adicella eucharis är en nattsländeart som beskrevs av Malicky 1976. Adicella eucharis ingår i släktet Adicella och familjen långhornssländor. Inga underarter finns listade i Catalogue of Life.